# Guvernoratul Matruh
Guvernoratul Matruh (în arabă مطروح) este o unitate administrativă de gradul I, situată  în  partea de vest a Egiptului. Reședința sa este orașul Mersa Matruh.